# Northmaven (Civil Parish)

Lage von Northmaven auf den Shetlands

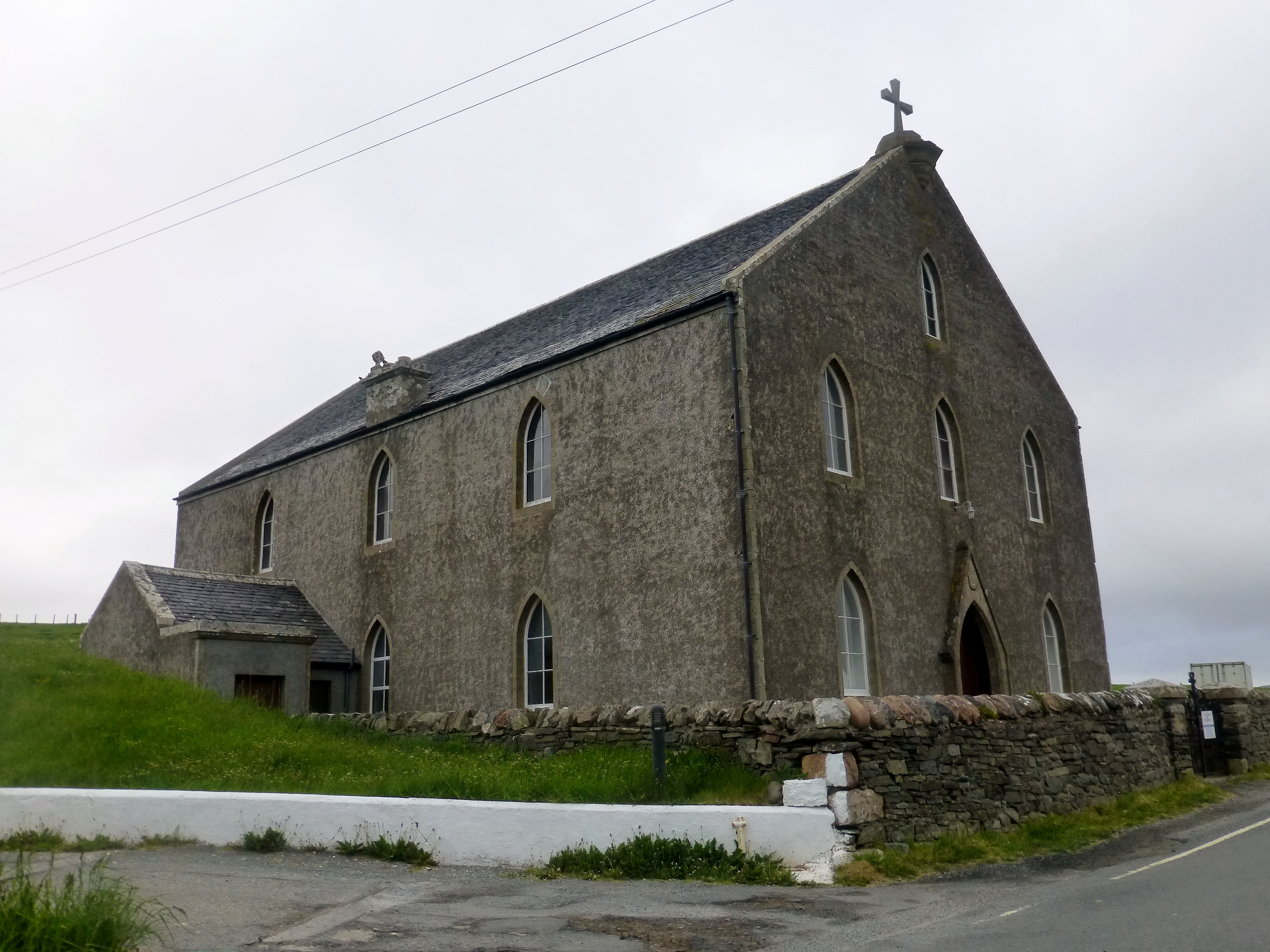
Die Kirche von Hillswick

Northmaven ist eine historische Verwaltungseinheit (Civil Parish) auf den Shetlandinseln im Norden von Schottland. Vom Typ her handelt es sich um eine Gemeinde.
Das Gebiet des Civil Parishes liegt im Nordwesten der Insel Mainland und umfasst die Halbinsel Northmavine sowie einige vorgelagerte, kleinere Inseln. Es bildet ein Dreieck, das im Südosten über den Isthmus Mavis Grind mit Mainland verbunden ist. Dort befindet sich, mit Delting, das einzige angrenzende Civil Parish.
Der Hauptort ist Hillswick, weitere größere sind Ollaberry und North Roe. Zu den übrigen Ortschaften zählen Brae, Braewick, Collafirth, Hamnavoe, Housetter, Isbister, Islesburgh, Mangaster, Skelberry, Voe und Zoar.
Aus dem Civil Parish ging Ende des 20. Jahrhunderts die Community Council Area Northmaven hervor.